# Новотроицкое (Ростовский район)
Новотроицкое — село Ростовского района Ярославской области, входит в состав сельского поселения Петровское. 

## География
Расположено в 14 км на запад от посёлка Петровское и в 36 км на юго-запад от Ростова.

## История
Пятиглавый храм в связи с колокольней воздвигнут в 1806 году усердием прихожан и имеет два престола: Богоявления Господня и Архистратига Михаила. Прежде церковь была деревянная, которая сгорела.
В конце XIX — начале XX село входило в состав Дубровской волости Ростовского уезда Ярославской губернии. В 1885 году в селе было 38 дворов.
С 1929 года село входило в состав Чепоровского сельсовета Ростовского района, в 1935 — 1959 годах — в составе Петровского района, с 1954 года — в составе Фатьяновского сельсовета (сельского округа), с 2005 года — в составе сельского поселения Петровское.

## Население
| 1859 | 2007 | 2010 |
| ---- | ---- | ---- |
| 207  | ↘22  | ↘19  |

## Достопримечательности
В селе расположена действующая Церковь Чуда Михаила Архангела (1806).